# Лодев (округ)
Округ Лодев (фр. Arrondissement de Lodève) — округ у Франції, в департаменті Еро. 2023 року округ об'єднував 122 муніципалітети, населення становило 146 127 осіб.
Адміністративний центр (супрефектура) — Лодев.

## Муніципалітети
Список муніципалітетів округу та їхні коди INSEE:
1. Агонес (34005)
2. Аньян (34010)
3. Арборас (34011)
4. Аржельє (34012)
5. Аспіран (34013)
6. Асса (34014)
7. Беларга (34029)
8. Бриньяк (34041)
9. Бриссак (34042)
10. Бюзіньярг (34043)
11. Вайокес (34320)
12. Вак'єр (34318)
13. Вальмаскль (34323)
14. Вальфлонес (34322)
15. Вандем'ян (34328)
16. Вільневетт (34338)
17. Вйоль-ле-Фор (34343)
18. Вйольз-ан-Лаваль (34342)
19. Ганж (34111)
20. Горньєс (34115)
21. Гюзарг (34118)
22. Жиньяк (34114)
23. Жонк'єр (34122)
24. Кабрієр (34045)
25. Казев'єй (34066)
26. Казіяк (34067)
27. Кампаньян (34047)
28. Кане (34051)
29. Кларе (34078)
30. Клермон-л'Еро (34079)
31. Комбайо (34082)
32. Косс-де-ла-Сель (34060)
33. Ла-Буассєр (34035)
34. Ла-Вакрі-е-Сен-Мартен-де-Кастрій (34317)
35. Лавалетт (34133)
36. Лагамас (34125)
37. Лакост (34124)
38. Ларок (34128)
39. Ле-Боск (34036)
40. Ле-Келар (34064)
41. Ле-Кро (34091)
42. Ле-Матель (34153)
43. Ле-План (34205)
44. Ле-Пуже (34210)
45. Ле-Пюеш (34220)
46. Ле-Рив (34230)
47. Ле-Тріаду (34314)
48. Лодев (34142)
49. Лоре (34131)
50. Лору (34132)
51. Льєран-Кабрієр (34138)
52. Льйоссон (34137)
53. Мас-де-Лондр (34152)
54. Мерифон (34156)
55. Монперу (34173)
56. Монтарно (34163)
57. Монтульє (34171)
58. Мулез-е-Босель (34174)
59. Мурез (34175)
60. Мюрль (34177)
61. Неб'ян (34180)
62. Нотр-Дам-де-Лондр (34185)
63. Октон (34186)
64. Ольмет-е-Вількен (34188)
65. Омелас (34016)
66. Пегероль-де-Бюеж (34195)
67. Пегероль-де-л'Ескалетт (34196)
68. Пере (34197)
69. Плессан (34204)
70. Полан (34194)
71. Поп'ян (34208)
72. Пужоль (34212)
73. Пузоль (34215)
74. Пюешабон (34221)
75. Пюяше (34222)
76. Рокредонд (34233)
77. Роміг'єр (34231)
78. Руе (34236)
79. Саласк (34292)
80. Сейрас (34076)
81. Сель (34072)
82. Сен-Бозій-де-ла-Сільв (34241)
83. Сен-Бозій-де-Монмель (34242)
84. Сен-Бозій-де-Пютуа (34243)
85. Сен-Венсан-де-Барбейрарг (34290)
86. Сен-Гілем-ле-Дезер (34261)
87. Сен-Гіро (34262)
88. Сен-Жан-де-Бюеж (34264)
89. Сен-Жан-де-Корні (34265)
90. Сен-Жан-де-Кюкюль (34266)
91. Сен-Жан-де-Фос (34267)
92. Сен-Жан-де-ла-Блак'єр (34268)
93. Сен-Желі-дю-Феск (34255)
94. Сен-Ілер-де-Бовуар (34263)
95. Сен-Клеман-де-Рив'єр (34247)
96. Сен-Мартен-де-Лондр (34274)
97. Сен-Матьє-де-Трев'є (34276)
98. Сен-Мішель (34278)
99. Сен-Морис-Навасель (34277)
100. Сен-Паргуар (34281)
101. Сен-П'єрр-де-ла-Фаж (34283)
102. Сен-Поль-е-Вальмаль (34282)
103. Сен-Приват (34286)
104. Сен-Сатюрнен-де-Люсьян (34287)
105. Сен-Фелікс-де-Лодез (34254)
106. Сен-Фелікс-де-л'Ерас (34253)
107. Сент-Андре-де-Бюеж (34238)
108. Сент-Андре-де-Сангоні (34239)
109. Сент-Етьєнн-де-Гургас (34251)
110. Сент-Круа-де-Кентіярг (34248)
111. Сорб (34303)
112. Сотейрарг (34297)
113. Субес (34304)
114. Сумон (34306)
115. Тейран (34309)
116. Трессан (34313)
117. Феррієр-ле-Веррері (34099)
118. Фозьєр (34106)
119. Фонтанес (34102)
120. Фонтес (34103)
121. Юсклас-д'Еро (34315)
122. Юсклас-дю-Боск (34316)